# Diadumene crocata
Diadumene crocata is een zeeanemonensoort uit de familie Diadumenidae.
Diadumene crocata is voor het eerst wetenschappelijk beschreven door Hutton in 1879.